# PSA Airlines
PSA Airlines, Inc. è una compagnia aerea regionale statunitense sussidiaria di American Airlines Group, per cui opera i voli regionali sotto il brand American Eagle.

## Storia
La compagnia è stata fondata nel 1979 come Vee Neal Airlines ed ha iniziato l'attività come società fornitrice di servizi per l'aviazione generale. A maggio 1980 ha iniziato ad operare voli di linea, collegando Latrobe e Pittsburgh con un Cessna 402.
In seguito all'Airline Deregulation Act del 1978 la vicina Erie ha visto un calo di traffico. Nel 1983 USAir ridusse ulteriormente i voli operati su Erie e tagliò definitivamente il collegamento diretto con Chicago: Vee Neal Airlines colse l'opportunità per trasformarsi in compagnia aerea e acquistò 6 British Aerospace Jetstream 31 da 19 posti. Nel dicembre 1983, alla consegna dei primi 2 Jetstream 31, la compagnia cambiò nome in Jetstream International Airlines per rispecchiare il futuro dell'azienda. La compagnia ha ricevuto i rimanenti 4 aerei entro agosto 1984. Nello stesso anno la compagnia ha trasferito la sua sede da Latrobe a Erie. Da Erie la compagnia ha iniziato ad operare voli verso Newark, Philadelphia, Harrisburg, Washington, Pittsburgh, Cleveland, Chicago e Detroit; in aggiunta JIA ha iniziato ad operare voli tra Youngstown e entrambi gli aeroporti di Detroit.
Dopo iniziali difficoltà finanziarie, il 26 settembre 1985 JIA si è affiliata a Piedmont Airlines collegando Erie con Baltimora e Dayton, hub di Piedmont Airlines, e Youngstown con Baltimora operando sotto il brand Piedmont Commuter. Il 1º agosto 1986 Jetstream International Airlines, ancora in difficoltà, è stata acquistata completamente da Piedmont Airlines. Nel marzo 1987 la compagnia si è trasferita a Dayton. Nel novembre 1987 Piedmont Airlines è stata acquistata da USAir e ad aprile 1988 Jetstream International Airlines ha iniziato ad operare sotto il brand Allegheny Commuter da Philadelphia, continuando ad operare i voli di collegamento per gli hub di Baltimora e Dayton.
Il 1º luglio 1988 Jetstream International Airlines è diventata una sussidiaria totalmente di proprietà di USAir. Il 2 giugno 1989 ha iniziato ad operare voli di collegamento verso l'aeroporto di Indianapolis, hub di USAir. Il 5 agosto 1989 la compagnia è stata completamente integrata in USAir ed ha iniziato ad operare sotto il brand di USAir Express.
Nel novembre 1991 la compagnia ha preso in leasing 7 Embraer EMB 120, che sono entrati in servizio entro giugno 1992. Tra luglio e agosto 1993 la compagnia ha ricevuto altri due EMB 120. Tra il 18 ottobre 1993 e il 14 gennaio 1994 Jetstream International Airlines ha operato alcuni collegamenti in California e sempre nel 1994 ha iniziato a trasferire le sue strutture da Indianapolis a Pittsburgh, hub di USAir. A ottobre 1994 la compagnia ha preso in leasing 20 Dornier Do 328; gli EMB 120 sono stati ceduti entro luglio 1995 e i Jetstream 31 entro marzo 1996.
Il 1º novembre 1995 il nome della compagnia è stato cambiato in PSA Airlines. Il nuovo nome fa riferimento a Pacific Southwest Airlines, una compagnia aerea acquistata da USAir nel 1988, ed è stato adottato per preservare il marchio.

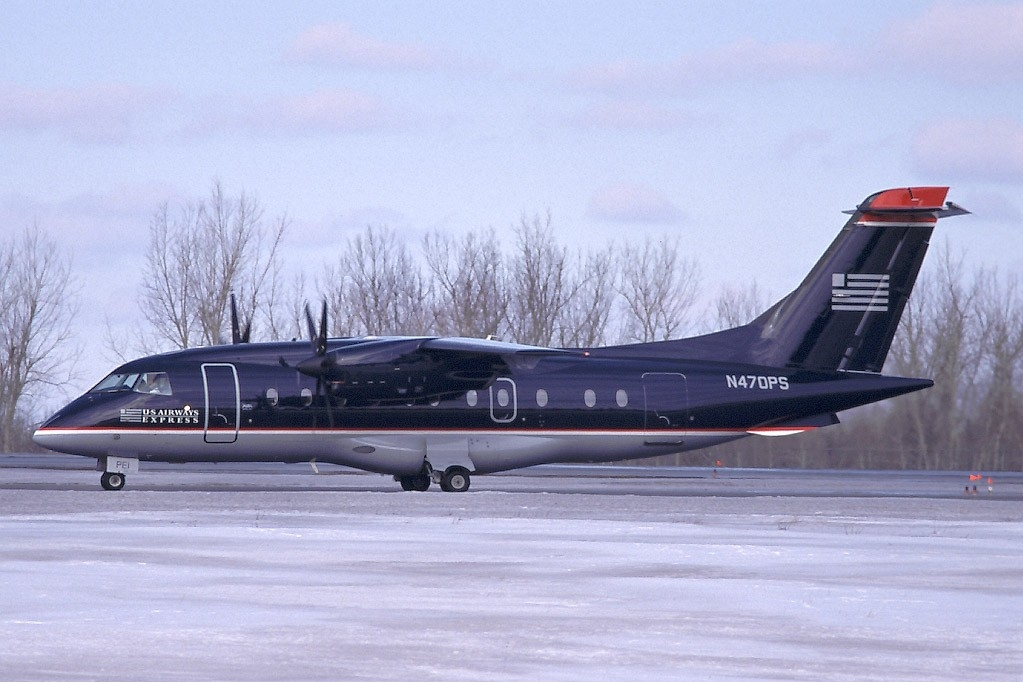
Un Dornier Do 328 di PSA Airlines

Nel gennaio 1996 PSA Airlines ha acquistato altri 5 Do 328. Il venticinquesimo Do 328 è stato consegnato il 15 agosto 1996, rendendo la compagnia il maggiore operatore di questo tipo di aeromobile all'epoca. Tra gennaio e maggio 2002 la compagnia ha ricevuto altri 5 Do 328.
L'11 agosto 2002 US Airways ha presentato domanda per riorganizzarsi secondo il Chapter 11. Durante questa riorganizzazione è stato pianificato che PSA Airlines sarebbe passata ad operare Bombardier CRJ-200 e CRJ-700. PSA Airlines è uscita dal Chapter 11 l'11 marzo 2003 e a settembre 2003 ha iniziato a ritirare dal servizio i Do 328. Il primo CRJ-200 è entrato in servizio il 14 dicembre 2003 e il primo CRJ-700 il 1º maggio 2004. A settembre 2004 la compagnia ha ceduto i suoi ultimi Do 328.
Nel 2013 PSA Airlines ha acquistato 30 CRJ-900 con un ordine che prevedeva l'opzione per altri 40 aerei di questo tipo. Il primo CRJ-900 è stato consegnato a PSA Airlines nel giugno 2014. A dicembre 2014 la compagnia ha ordinato altri 24 CRJ-900.
Nel 2015, dopo la fusione tra US Airways e American Airlines, PSA Airlines ha iniziato ad operare sotto il brand American Eagle.
A inizio 2020 gli ultimi CRJ-200 rimasti in flotta sono stati ritirati dal servizio. Nell'ottobre 2024 la compagnia ha annunciato un nuovo ordine per 14 CRJ-900.

## Flotta

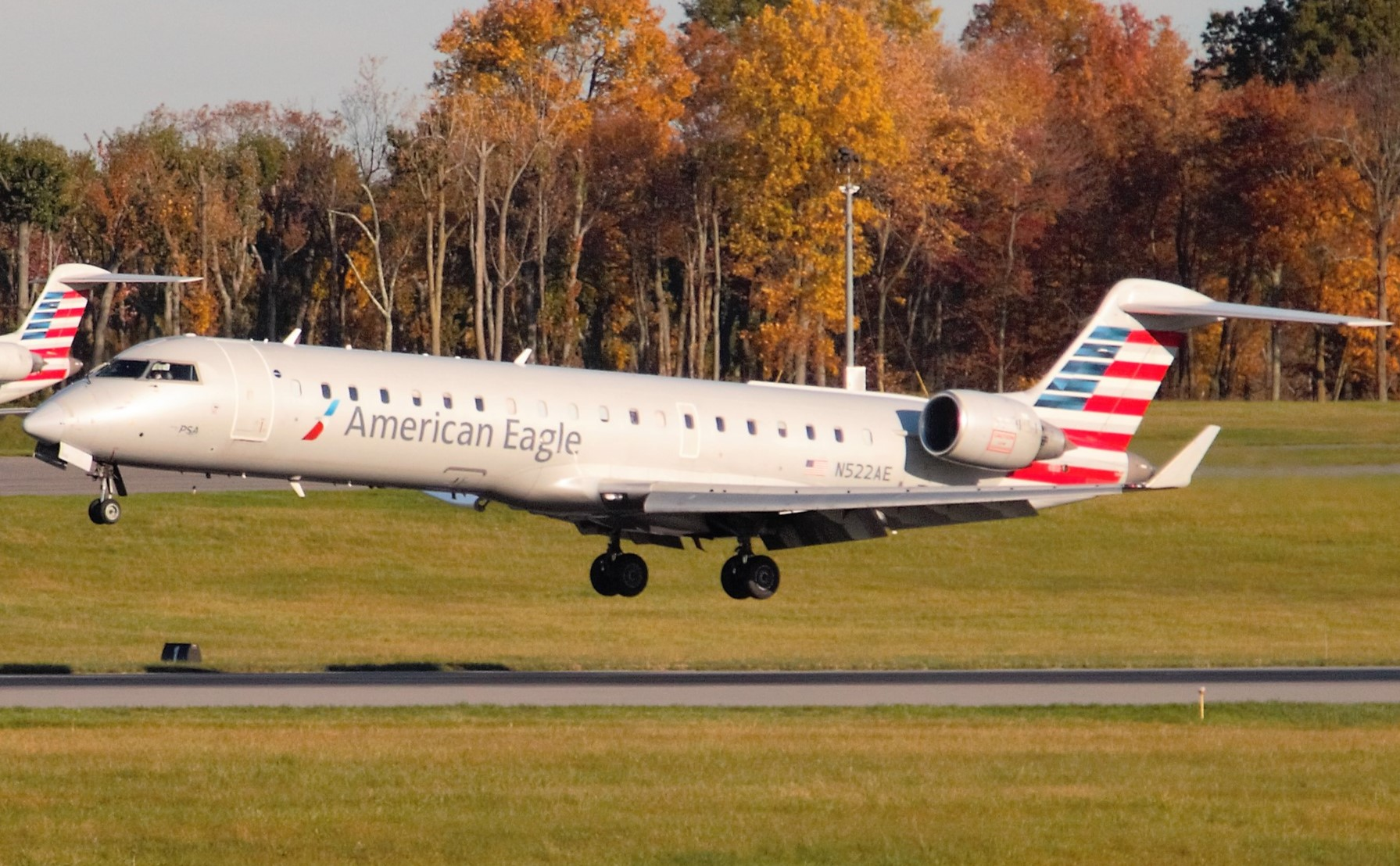
Un CRJ-700 di PSA Airlines

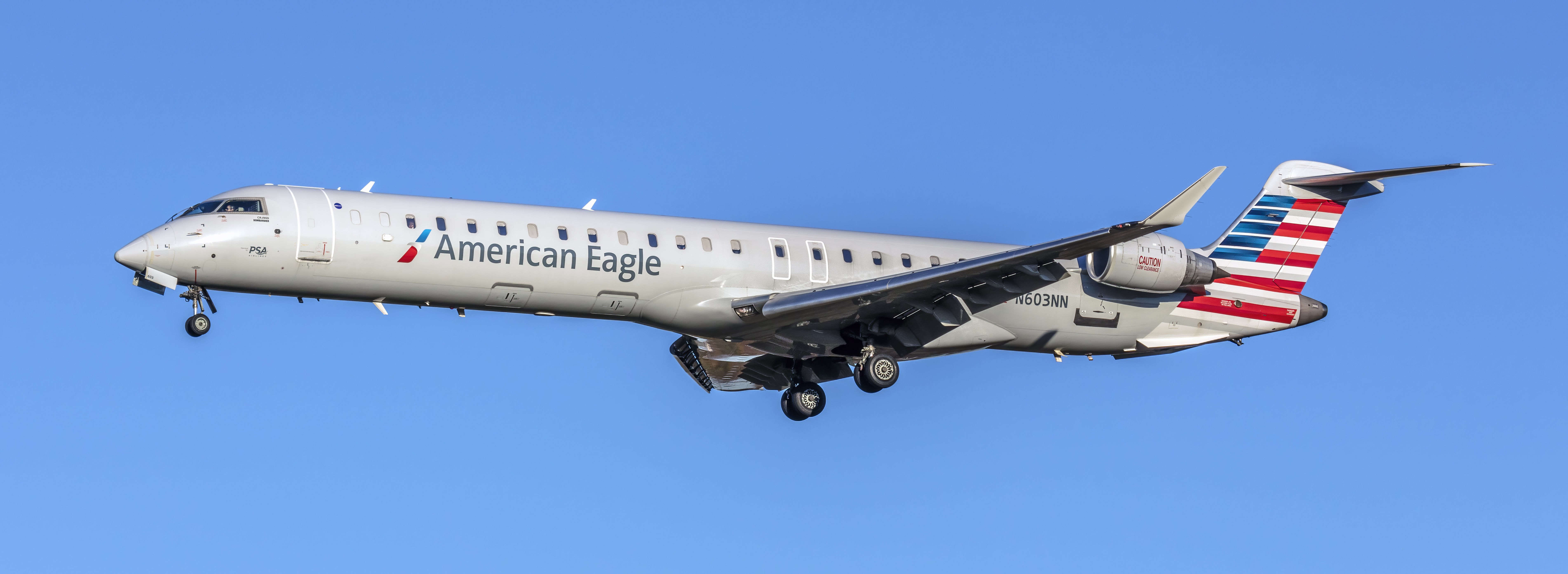
Un CRJ-900 di PSA Airlines

Ad agosto 2025 la flotta di PSA Airlines è composta dai seguenti aeromobili:

## Incidenti
- Il 29 gennaio 2025 il volo American Eagle 5342, operato dal Bombardier CRJ-701ER registrato N709PS, è entrato in collisione con un Sikorsky UH-60 Black Hawk dello United States Army durante l'avvicinamento finale all'Aeroporto Nazionale di Washington-Ronald Reagan. Nell'incidente sono morti tutti i 64 occupanti del CRJ e i 3 a bordo dell'UH-60.[8]